# 夜晚能安然入眠嗎？
《夜晚能安然入眠嗎？》（日语：夜は眠れるかい?）是日本樂團flumpool主流出道的第14張單曲，2016年2月16日發行，台灣方面則由相信音樂製作、台灣索尼音樂娛樂股份有限公司發行。

## 收錄歌曲
1. 夜晚能安然入眠嗎?（夜は眠れるかい?）
作詞：山村隆太、作曲：阪井一生、編曲：、百田留衣
  - 劇場版及電視動畫片《亞人》片頭曲
2. 只要你笑著（君が笑えば~Just like happiness~）
作詞：山村隆太、作曲：阪井一生、編曲：、百田留衣
  - 日本巧克力波旁酒（日语：ブルボン）「アルフォートミニチョコレート」廣告歌曲
3. MOMENT
作詞：山村隆太、作曲：阪井一生、編曲：、杉本雄治
4. 夜晚能安然入眠嗎？--Instrumental--
5. 只要你笑著--Instrumental--
通常盤收錄。

## 音樂錄影帶MV
| 歌名                                    | 執導 | 首播時間      | 首播媒介                 |
| --------------------------------------- | ---- | ------------- | ------------------------ |
| 夜は眠れるかい？ （页面存档备份，存于） |      | 2016年1月14日 | Youtube flumpool官方频道 |
| 夜は眠れるかい？ （页面存档备份，存于） |      | 2016年2月26日 | Youtube 相信音樂官方频道 |

## 外部連結
- Amazon.co.jp：夜は眠れるかい? （页面存档备份，存于）
- flumpool シングル「夜は眠れるかい？」 （页面存档备份，存于）